# Брантом, Пьер де Бурдейль
Пьер де Бурде́йль, сеньор де Бранто́м (фр. Pierre de Bourdeille, seigneur de Brantôme; ок. 1540 года— 15 июля 1614 года) — военный деятель, хронист придворной жизни времён Екатерины Медичи, один из самых читаемых французских авторов эпохи Возрождения. Автор ряда мемуарных произведений, изданных после его смерти. Самое известное из них — «Галантные дамы».

## Биография
Родился в Аквитании, на территории нынешнего департамента Дордонь, в семье Франсуа де Бурдейля и Анны де Вивонн. Супруга маршала де Реца приходилась ему кузиной.
Детство провёл при дворе Маргариты Наваррской, в услужении у которой находились его мать и бабушка. В 1549 году поехал учиться в Париж, в 1555-м окончил университет Пуатье. Для своего времени Брантом был образован: знал древнегреческий, несколько хуже латынь, испанский и верхненемецкий языки.
Генрих II назначил его коммендатором Брантомского аббатства (фр.). Он свёл дружбу с двоюродным племянником королевы, Филиппо II Строцци, и вместе с ним сражался против турок на стороне Мальтийского ордена. Побывал в Испании, Португалии, Марокко и Англии; после смерти Франциска II сопровождал его вдову, Марию Стюарт, в Шотландию.
Поступив на службу к герцогу де Гизу, принял участие в первых сражениях Религиозных войн — осаде Буржа, Блуа и Руана (1562), в битве при Дрё (1562) и осаде Орлеана (1563), где был свидетелем убийства герцога де Гиза. Во время 2-й религиозной войны во главе набранной им роты участвовал в битве при Сен-Дени (1567). После сражения вместе со своей ротой отправился в Овернь, где участвовал в нескольких сражениях. В начале 3-й религиозной войны находился при штабе герцога Анжуйского, но в сражениях почти не участвовал, так как заболел лихорадкой. Участвовал в осаде Ла-Рошели (1573) в качестве помощника Филиппа Строцци.

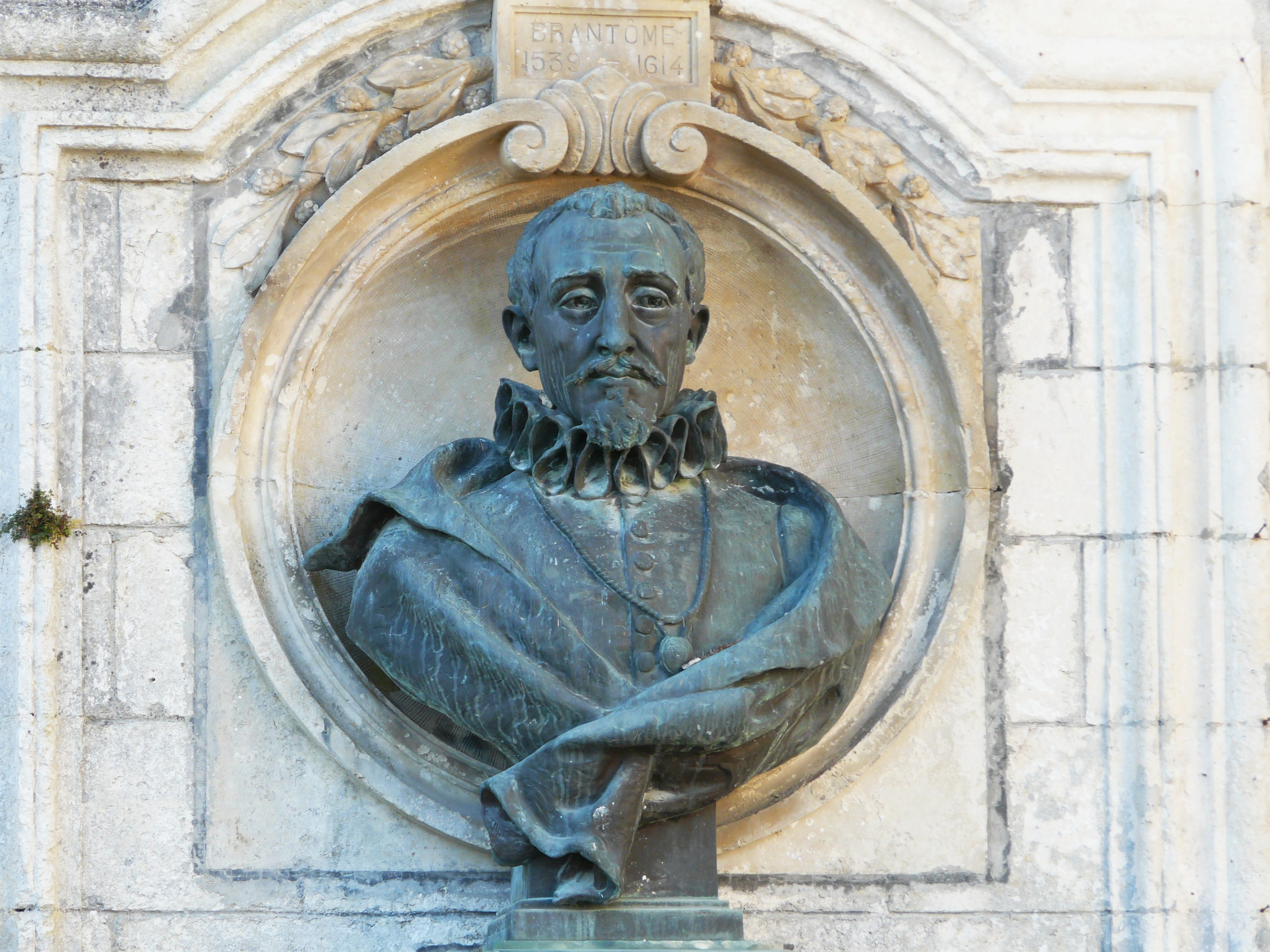
Бюст Брантома

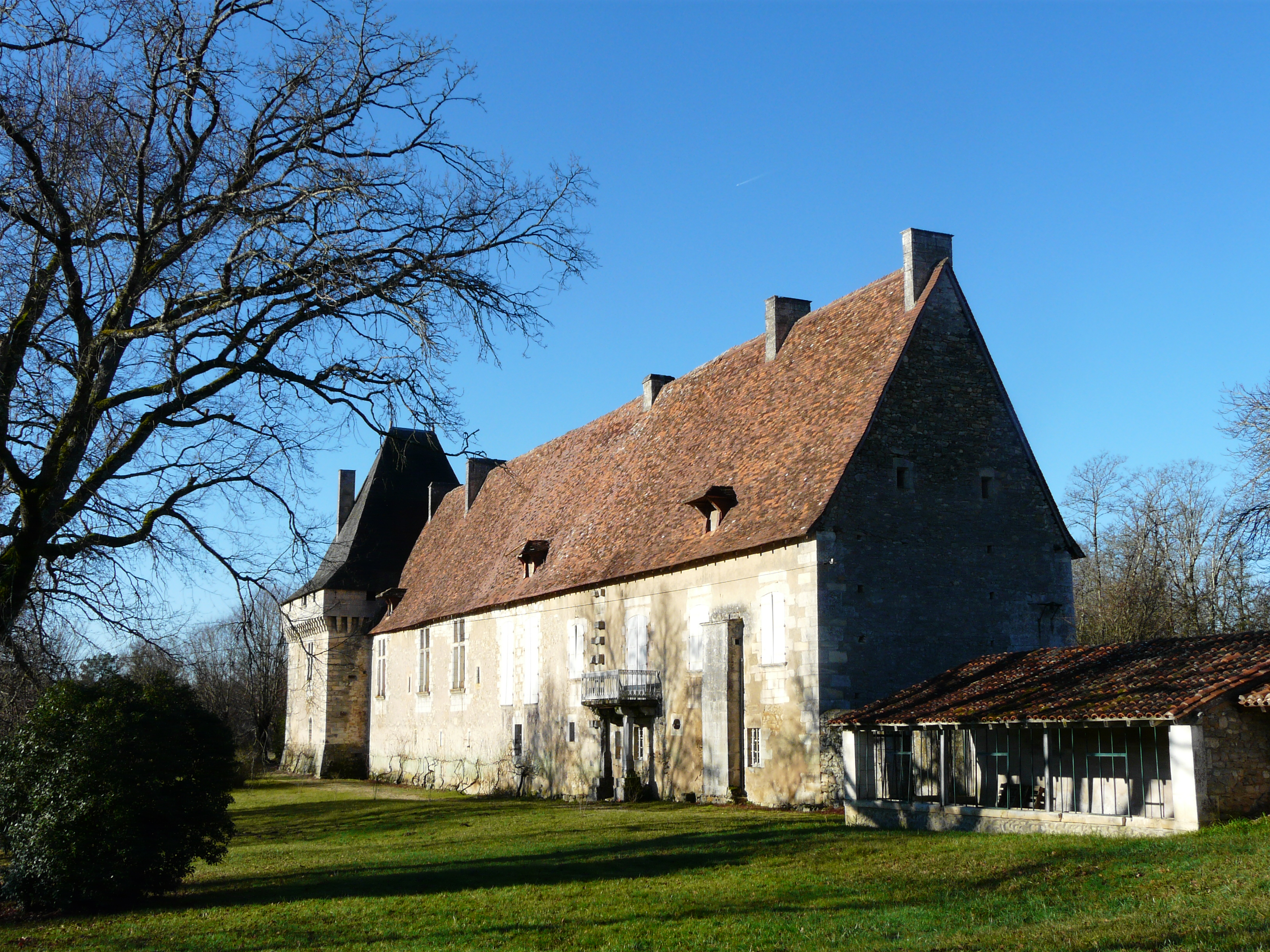
Шато де Ришмон

Падение с лошади в конце 1584 года (ему пришлось провести в постели почти два года) вынудило Брантома оставить публичную жизнь. Уединившись в своём замке Ришмон, он занялся составлением воспоминаний в «историко-анекдотическом» ключе о «галантных» кавалерах и особенно дамах, которых ему доводилось знать. Про этот период Проспер Мериме в своём предисловии к полному собранию сочинений Брантома писал: «…достигнув зрелости, Брантом начал замечать, что без особой пользы провел лучшие годы и ничего не сделал для своего возвышения. Довольствуясь видимостью, он пренебрег реальностью. Он страстно домогался дружбы великих мира сего, но слишком явно показывал им, что его преданность можно купить ценою улыбки и добрых слов. Он делал вид, будто пренебрегает почестями, и его поймали на слове. Он видел, однако, что его прежние сотоварищи заняли высокие посты, стали важными сановниками, а на него, всеобщего любимца, по-прежнему смотрели как на человека незначительного. После долголетних успехов у дам и множества любовных похождений он остался одиноким в возрасте, когда уже трудно связать себя законными узами и почти смешно искать легких побед».
Умер Брантом 5 июля 1614 года в своём замке.

## Мемуары

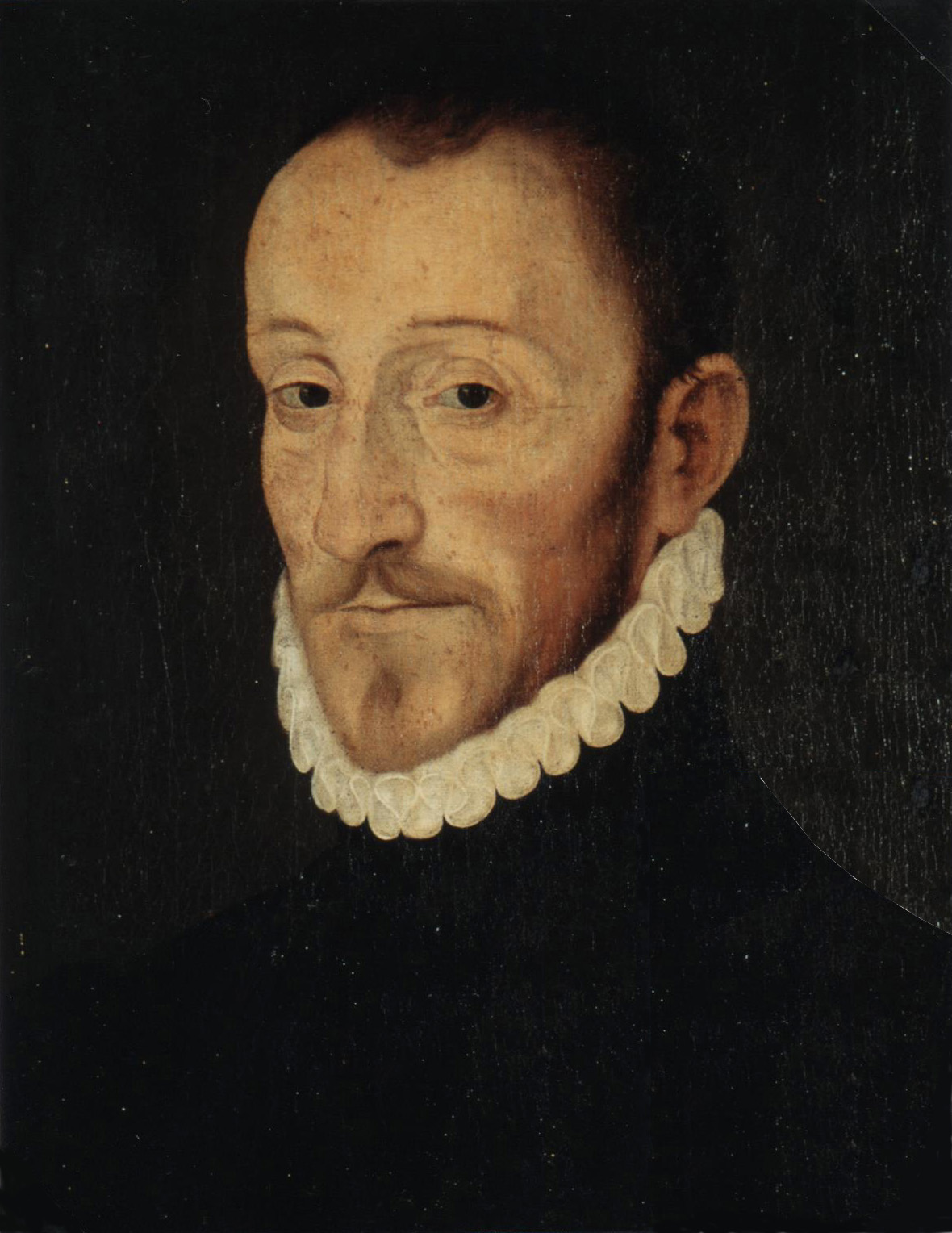
Портрет Брантома

Все произведения появились в печати лишь после его смерти. Мемуары Брантома (первоначально в 9 томах, Лейден, 1665—1666) состоят из:
- «Жизнеописания знаменитых иноземных полководцев» — представляют собой исторические портреты императора Карла V, императора Максимилиана, герцога Альбы, Фердинанда Арагонского, испанского короля Филиппа, дона Карлоса, дона Хуана Австрийского, графа Эгмонта, принца Оранского, Цезаря Борджиа, Филиппа Строцци и т. д. (многих из них Брантом знал лично, так или иначе сталкивался, был свидетелем их политических и военных дней и дел). В каком-то смысле здесь перед нами реальные мемуары, портреты, составленные по личным впечатлениям.
- «Жизнеописания знаменитых французских полководцев» — портреты Карла VIII, Людовика XI, Людовика XII, Франциска I, Генриха II, Карла IX, коннетабля Анн де Монморанси, Блеза де Монлюка, де Бриссака, герцога де Гиза. Многое в этой книге написано по личным впечатлениям, но также многое — по чужим рассказам или каким-то иным материалам.
- «Жизнеописания знаменитых женщин». Здесь Брантом пишет об Анне Бретонской (которую знать не мог), о Екатерине Медичи (которую знал очень хорошо), о Марии Стюарт, испанской королеве Елизавете Французской, о своей любимице «королеве Франции и Наварры Маргарите, единственном оставшемся в живых представителе досточтимого Французского Дома», помещает краткий «обзор» фрейлин и придворных дам его эпохи.
- Главный его труд, принесший ему мировую славу — это «Галантные дамы»[3] (иногда считают второй частью «Жизнеописаний знаменитых женщин»), но если в «Жизнеописаниях…» все и вся были непременно названы своими именами, то в «Галантных дамах» имен почти нет, написано столь откровенно и настолько без соблюдения приличий, что называть имена было бы и недостойно, и опасно («Если я касаюсь некоторых особ, то отнюдь не имею в виду всех, не называя имен затронутых персон и сохраняя покров тайны. Притом их подлинные лица я так хорошо укрываю, что отгадать невозможно, а значит, им никакого позора, ни подозрений от моих слов не воспоследует»). В последующем исследователи, почти всегда точно, установили, кто стоит за формулами «одна прекрасная и достойная дама» или «некий высокородный принц».

Мериме писал про Брантома в указанном предисловии: «если судить о писателе по тому, как он изобразил себя, он был прежде всего человек благовоспитанный, или, точнее истинный сын своего века, верный портрет которого без крупных пороков и крупных добродетелей мы найдем в его произведениях. Изучить их крайне полезно, чтобы знать каковы были нравы и образ мыслей средних людей триста лет тому назад».
Мемуары Брантома написаны живо и пестрят анекдотами. Его откровенность относительно частной жизни придворных знаменитостей позднее, в викторианскую эпоху, представлялась скандальной. Нежелание автора давать оценки даже самого распущенного, по меркам позднейшего времени, поведения своих героев, позволило авторам ЭСБЕ упрекнуть его не только во фривольности, но и в цинизме.
Также Брантом написал «Рассуждение о дуэлях», «Бахвальство и клятвы испанцев» ({{lang-fr|Rodomontades et jurements des Espagnols]]), набросок биографии своего отца, заметки и размышления об Испании.
Мериме закончил свое предисловие к изданию сочинений Брантома следующими словами: «несмотря на склонность изображать в выгодном свете относящиеся к нему факты, Брантом, думается нам, поразительно искренен: вероятно, он принадлежал к разряду людей, которые испытывают потребность говорить о себе и в упоении от собственной особы рассказывают без разбора и хорошее и плохое; они просто неспособны что-либо скрыть, ибо любое событие с их участием кажется им достойным памяти потомков».

## Аллюзии
- Сочинениями Брантома пользовались при создании своих произведений Мериме, Виктор Гюго, Дюма (отец), Бальзак, Понсон дю Терайль, Стефан Цвейг, Генрих Манн, Ги Бретон и др.

## Кинематограф
- «Галантные дамы» (фр. Dames galantes) — режиссёр Жан-Шарль Таккелла, в главной роли Ришар Боренже, Франция, 1990 год. Фильм не является прямой экранизацией книги Брантома.